# John Hobhouse, Baron Hobhouse of Woodborough
John Stewart Hobhouse, Baron Hobhouse of Woodborough, PC (* 31. Januar 1932; † 15. März 2004) war ein britischer Richter und Law Lord.

## Leben und Karriere
Er wurde in Mossley Hill, Liverpool geboren. Er wurde in St. Andrews, Pangbourne und Eton unterrichtet. Nachdem er einige Zeit auf Schaffarmen in Australien und Neuseeland gearbeitet hatte,  kehrte Hobhouse 1951 nach Christ Church, Oxford zurück. Er wurde Barrister und wurde 1955 in den Anwaltsstand berufen. Später wurde er Bencher.
Hobhouse wurde 1982 zum High Court judge ernannt und erhielt die Ritterwürde. 1993 wurde er zum Lord Justice of Appeal und Mitglied des Privy Council.
Am 1. Oktober 1998 wurde er zum Lord of Appeal in Ordinary und Life Peer mit dem Titel
Baron Hobhouse of Woodborough, of Woodborough in the County of Wiltshire.
Lord Hobhouse war mit Susannah Roskill verheiratet. Sie hatten zwei Söhne und eine Tochter.
| Personendaten    | Personendaten                                          |
| ---------------- | ------------------------------------------------------ |
| NAME             | Hobhouse, John                                         |
| ALTERNATIVNAMEN  | Hobhouse, John Stewart; Hobhouse of Woodborough, Baron |
| KURZBESCHREIBUNG | britischer Richter und Law Lord                        |
| GEBURTSDATUM     | 31. Januar 1932                                        |
| STERBEDATUM      | 15. März 2004                                          |